# 꿀떡
꿀떡은 꿀이나 설탕 소를 넣어 만든 떡이다. 쌀가루 반죽에 참깨와 꿀 또는 황설탕으로 만든 소를 넣어 빚는데, 쌀가루에 딸기가루나 호박가루 등을 섞어 색을 내기도 한다.

## 사진 갤러리

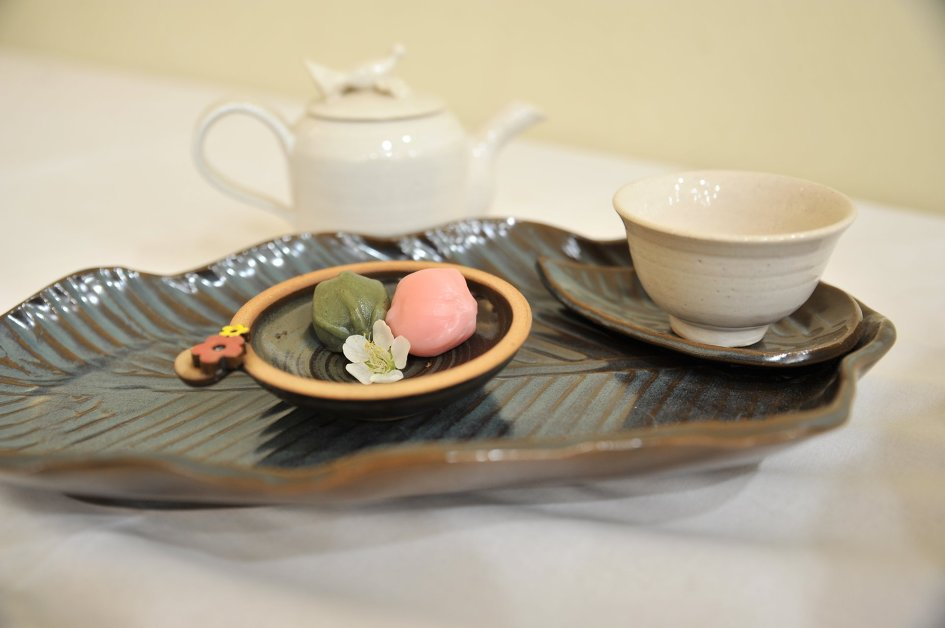
꿀떡과 차